# Derivart
Derivart es un colectivo artístico fundado en 2004 en Barcelona que se dedica a explorar la intersección entre el arte, la tecnología y las finanzas. El grupo está compuesto por Mar Canet (artista y académico), Jesús Rodríguez (artista) y Daniel Beunza (sociólogo de las finanzas y profesor en Bayes Business School).
Desde su creación, Derivart ha desarrollado una variedad de proyectos que abordan temas financieros mediante el uso de medios artísticos y tecnológicos innovadores. El colectivo busca generar una reflexión crítica sobre el funcionamiento de los mercados financieros y su impacto en la sociedad, utilizando el arte como una herramienta para facilitar la comprensión y el debate sobre estos temas complejos.
Derivart es pionero en el campo del "finance art", un término que ellos mismos acuñaron para describir su enfoque único que combina finanzas y arte. Este concepto se refiere a la utilización del arte para investigar, criticar y visualizar fenómenos financieros de manera accesible y comprensible para el público general.
Entre sus obras más destacadas se encuentran instalaciones interactivas, visualizaciones de datos y proyectos de arte digital que invitan al público a participar y reflexionar sobre el sistema financiero. La combinación de sus diferentes disciplinas y perspectivas ha permitido a Derivart crear piezas únicas que desafían las convenciones tanto del arte como de las finanzas.
Derivart ha expuesto sus obras en diversas galerías y eventos internacionales, ganándose el reconocimiento por su enfoque innovador y su capacidad para hacer accesibles conceptos financieros a través del arte. El colectivo continúa activo, desarrollando nuevos proyectos que siguen cuestionando y reinterpretando la relación entre el arte, la tecnología y las finanzas.

## Proyectos
Periodo de 2004 a 2009:
- Derivados, nuevas visiones financieras proyecto de comisariado organizado por Caja Madrid(2006)
- Burbujometro(2007).
- Hipotecadora(2007).
- US Mortgager(2007).
- Casastristes.org (2007) en colaboración Gerald Kogler, Jordi Puig.
- Spreadplayer(2008) en colaboración Eduard Aylon.
- Zombis inmobiliarios(2009) en colaboración Varvara Guljajeva
- GameBroker(2009) en colaboración David Pello.
- El inspector(2009)
- El mánager(2009) en colaboración Martin Nadal

## Exposiciones colectivas
- 2006: Derivatives, new art financial visions, Casa Encendida of Caja Madrid, Madrid, España: proyecto de comisariado.
- 2006: Derivatives, new art financial visions, Cede Obra social Caja Madrid, Zaragoza, España: proyecto de comisariado.
- 2007: OBSERVATORI festival 2007, Valencia, Spain: Burbujometro, Hipotecadora.
- 2008: IDEAS, Galería PureProject, Nueva York, Estados Unidos: Burbujometro.
- 2008: HOMO LUDENS LUDENS, Laboral, Gijón, España: Burbujometro.
- 2008: En construcción:'Recetas desde la Carencia, la Ubicuidad y el Exceso', Bolid, Girona, España: Burbujometro y Casastristes.
- 2009: Financial crisis, Stuttgarter Filmwinter 2009, Stuttgart, Alemania: Burbujometro.
- 2009: Wealth of Nations, Cinemacity 2009, Novi Sad, Servia: US mortgager.
- 2009: Innmotion 2009,  ¿Para qué sirven los artistas?, Barcelona, España: Gamebroker, El Inspector, El mánager.
- 2009: ¿Is this Spain?, Crypt Gallery, London, Inglaterra: Casastristes.

## Exposiciones individuales
- 2008: 'LA MUERTE DEL TOCHO', Rocaumbert, Granollers, España . 5/2009.
- 2007: 'Intersecciones entre: ARTE, TECNOLOGÍA y FINANZAS', Museo Abello, Mollet del Valles, España. 2/2007.

## Artículos y entrevistas
- «Art, Finance and Technology». Entrevista 2006. WeMakeMoneyNotArt. Archivado desde el original el 16 de julio de 2009. Consultado el 14 de octubre de 2009.

- «Entrevista a Radio3 en el programa, Fluidos de rosa». Entrevista 2006. Radio 3. Archivado desde el original el 11 de julio de 2013. Consultado el 3 de marzo de 2013.

- «La performance especulativa los futuros financieros del arte». Artículo de Brian Holmes publicado en la revista arte francesa Transversal: "extradisciplinaire at 2007 discussing various artistic practices been inspired by finances". Tranversal. Archivado desde el original el 19 de mayo de 2009. Consultado el 14 de octubre de 2009.

- «Visualizar workshop: Casas Tristes ("Sad Houses")». Entrevista 2007. WeMakeMoneyNotArt. Archivado desde el original el 28 de septiembre de 2009. Consultado el 14 de octubre de 2009.

- «Entrevista de radio en "Fokus Europa: Jugend und Trends"». Entrevista 2008. Deutsche Welle. Archivado desde el original el 11 de julio de 2013. Consultado el 3 de marzo de 2013.

- «Nos gusta mostrar qué relación tenemos las personas con el mundo financiero mediante la expresión artística». Entrevista 2008. Bcn Innova pone un rostro a la Innovación. (enlace roto disponible en Internet Archive; véase el historial, la primera versión y la última).

- «Jugando en tiempos de crisis». Artículo 2009. Mosaic UOC. Archivado desde el original el 12 de octubre de 2009.